# Fritz Schmücker
Fritz Schmücker (* 1961 in Dorsten) ist ein deutscher Musikveranstalter und der künstlerische Leiter des Internationalen Jazzfestivals Münster.

## Leben
Schmücker gründete bereits als Schüler des Gymnasiums Petrinum Dorsten den damaligen Jazzclub Dorsten. Er studierte Soziologie, Osteuropäische Geschichte und Erziehungswissenschaft an der Westfälischen Wilhelms-Universität. Seine Abschlussarbeit im Fach Soziologie aus dem Jahr 1990 ist eine empirische Studie über die Rezipienten von Jazzmusik und wurde im Lit Verlag veröffentlicht. Schmücker untersuchte das Konzertpublikum des zeitgenössischen Jazz in Bezug auf Alter, Bildung, Beruf, ästhetische, politische sowie soziale Einstellungen und verglich seine Ergebnisse mit der vorigen und bis dahin einzigen Untersuchung aus dem Jahr 1976. 1992 erlangte er den Magister im Fach Soziologie. Seit 1985 ist Fritz Schmücker künstlerischer Leiter des 1979 gegründeten Internationalen Jazzfestivals Münster.
Im Jahr 1984 hatten sich Fritz Schmücker, damals AStA-Kulturreferent in Münster, und Hartmut Schmitz vom Jazzclub Münster e. V. kennengelernt. Im Team mit Frank Schraven, dem Organisator der ersten münsterschen Jazzfestivals, und Rainer Holtmann vom AStA-Kulturreferat übernahmen sie die Planung für das 7. Internationale Jazzfestival Münster 1985. Die folgenden Festivalausgaben bis 1999 lagen künstlerisch in der Hand des Duos Fritz Schmücker und Hartmut Schmitz.
Schmücker war auch beim 1200-jährigen Stadtjubiläum 1993, im Friedensjahr 1998, dem 350-jährigen Jubiläum des Westfälischen Friedens und bei der Veranstaltung „Ab in die Mitte“ Ideengeber und Koordinator. Seit 1994 gehört er der Jury des  Westfalen-Jazz-Preises an.
Seit 2000 ist Schmücker alleiniger künstlerischer Leiter des Internationalen Jazzfestivals Münster. Er ist auch künstlerischer Leiter von „Jazz Inbetween“, das seit 2004 im jährlichen Wechsel mit dem Internationalen Jazzfestival stattfindet.
Seit Dezember 2001 leitet Schmücker den Geschäftsbereich Veranstaltungs- und Citymanagement in Münster und ist seit 2008 stellvertretender Leiter von Münster Marketing.

## Ergänzendes
Fritz Schmücker ist der Ur-Ur-Enkel des aus Cochem-Cond stammenden Druckers, Goldgräbers und Buchautors Carl Joseph Friedrichs.

## Publikation
- Fritz Schmücker: Das Jazzkonzertpublikum. Das Profil einer kulturellen Minderheit im Zeitvergleich. Lit Verlag, Münster/Hamburg 1993, ISBN 978-3-89473-565-4